# 水準管

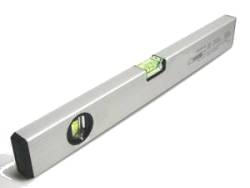
水平尺

水平尺，又稱水准管、管水准器、水平儀、或平水尺，是一種量度水平及铅直的測量工具，形狀就像尺一樣。
水平尺最主要的組成部份，為兩條裝著有色酒精的細玻璃管，一條量度水平，另一條量度垂直。兩條玻璃管鑲於一條長方體的尺之上。玻璃管中間部份微微突出，兩邊刻劃了兩條平行線，管內有一個氣泡。使用水平尺進行量度時，使用者需要把水平尺貼實於物件表面，兩條玻璃管其中一個氣泡便會移向中間。假如氣泡剛好在兩條線的中間點，即表示物件表面是水平或垂直。精確的水平尺，誤差角度的角度僅於5秒之內。
由於玻璃管內的為染色後的乙醇酒精，不容易凍結，故水平尺在寒冷的天氣也可使用。
攝影用的雲台與雷射測距儀等設備也常裝有小型的水平尺，以在攝影構圖和距離量測時可保持水平。

## 類型
- 激光水平器

## 另請參見
- 經緯儀

## 外部連結
- 《大英百科全书》中的条目：Level (tool)（英文）
- 《大英百科全书》中的条目：Spirit-level（英文）